# Forsvarsministeriet

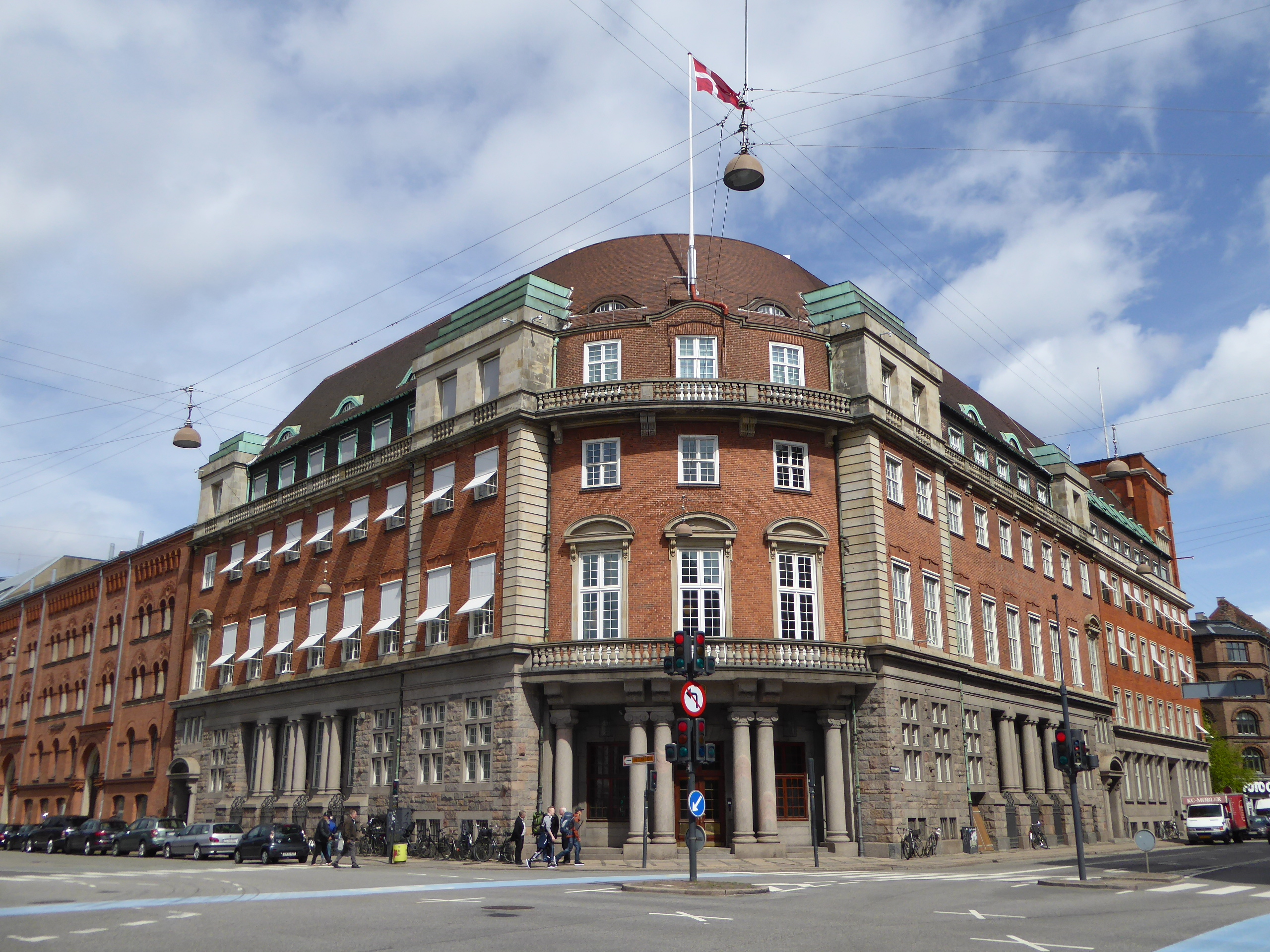
Das Verteidigungsministerium am Holmens Kanal

Das Forsvarsministeriet ist das Verteidigungsministerium des Königreichs Dänemark. Das Forsvarsministeriet hat seinen Sitz am Holmens Kanal in der Hauptstadt Kopenhagen und wird seit dem 6. Februar 2023 von Troels Lund Poulsen (Venstre) im Kabinett Frederiksen II geleitet. Das Ministerium beschäftigt etwa 2.000 Mitarbeiter.
Der Posten eines Verteidigungsministers bestand bereits seit 1905, jedoch wurden die Ministerien für Marine und Krieg erst am 27. Mai 1950 zusammengelegt und bildeten so das Verteidigungsministerium.

## Gliederung
Das Ministerium unterteilt sich in die folgenden Bereiche:
- Værnsfælles Forsvarskommando („gemeinsames Verteidigungskommando“)
- Hjemmeværnskommandoen („Heimwehrkommando“)
- Beredskabsstyrelsen („Bereitschaftsverwaltung“)
- Forsvarets Efterretningstjeneste („Nachrichtendienst der Verteidigung“)
- Forsvarsministeriets Materiel- og Indkøbsstyrelse („Material und Einkaufsverwaltung des Verteidigungsministeriums“)
- Forsvarsministeriets Personalestyrelse („Personalverwaltung des Verteidigungsministeriums“)
- Forsvarsministeriets Ejendomsstyrelse („Eigentumsverwaltung des Verteidigungsministeriums“)
- Forsvarsministeriets Regnskabsstyrelse („Finanzverwaltung des Verteidigungsministeriums“)
- Forsvarsministeriets Interne Revision („Interne Revision des Verteidigungsministeriums“)
- Forsvarets Auditørkorps („Auditeurkorps der Verteidigung“)
- Beredskabsstyrelsen  (Amt für Zivilschutz)

Zudem unterstehen die Ertholmene dem Verteidigungsministerium direkt.